# Калоян Николов
Калоян Иванов Николов е български футболист-полузащитник от Светкавица (Търговище). Калоян Николов е роден на 20 септември 1990 г.